# Ethan Azoulay
Ethan Azoulay (París, 26 de mayo de 2002) es un futbolista francés nacionalizado israelí, que juega en la demarcación de centrocampista para el Maccabi Haifa FC de la Liga Premier de Israel.

## Selección nacional
Tras jugar en las categorías inferiores de la selección, finalmente el 10 de octubre de 2024 hizo su debut con la selección de Israel en un partido de la Liga de Naciones de la UEFA 2024-25 contra Francia que finalizó con un resultado de 1-4 a favor del combinado francés tras el gol de Omri Gandelman para Israel, y de Eduardo Camavinga, Christopher Nkunku, Mattéo Guendouzi y Bradley Barcola para Francia.

## Clubes
| Club                   | País   | Año       | Partidos | Goles |
| ---------------------- | ------ | --------- | -------- | ----- |
| Maccabi Petah Tikva FC | Israel | 2020-2022 | 69       | 2     |
| Maccabi Netanya FC     | Israel | 2022-2024 | 61       | 7     |
| Maccabi Haifa FC       | Israel | 2024-     | 10       | 0     |